# Серебряные Пруды (муниципальный округ)
Муниципа́льный о́круг Сере́бряные Пруды́ — муниципальное образование на юго-востоке Московской области России, соответствующее по административно-территориальному делению посёлку городского типа областного подчинения Сере́бряные Пруды́ с административной территорией.
Административный центр — посёлок городского типа Серебряные Пруды.
До 2015 года — Серебряно-Прудский район, административно-территориальная единица (район) и муниципальное образование (муниципальный район). 7 ноября 2015 года Серебрянопрудский муниципальный район был преобразован в городской округ Серебряные Пруды. 8 декабря 2015 года Серебрянопрудский административный район был преобразован в посёлок городского типа областного подчинения Серебряные Пруды с административной территорией.
С 1 января 2025 года городской округ Серебряные Пруды преобразован в муниципальный округ Серебряные Пруды.

## География
Расположен в южной части Московской области. На севере граничит с городскими округами Зарайск и Кашира, на востоке и юге — с Рязанской областью, на юге и западе — с Тульской областью. Площадь городского округа составляет 87 738 га.
Основные реки — Осётр, Березинка, Кудесна, Мордвес.

## История
7 ноября 2015 года Серебряно-Прудский муниципальный район был упразднён, а все входившие в его состав поселения были объединены в единое муниципальное образование — городской округ Серебряные Пруды.
8 декабря 2015 года рабочий посёлок Серебряные Пруды отнесён к категории посёлка городского типа областного подчинения Московской области, а Серебряно-Прудский район как административно-территориальная единица области был упразднён: вместо него образована новая административно-территориальная единица — посёлок городского типа Серебряные Пруды с административной территорией.

## Население
| 2016   | 2017    | 2018    | 2019    | 2020    | 2021    | 2023    | 2024    |
| ------ | ------- | ------- | ------- | ------- | ------- | ------- | ------- |
| 25 115 | ↘24 808 | ↘24 412 | ↘24 105 | ↘23 986 | ↘23 653 | ↘23 475 | ↘23 278 |

Городской округ Серебряные Пруды — один из самых малочисленных в Московской области. Трудовые ресурсы района — 14,3 тысячи человек.

### Урбанизация
В городских условиях (посёлок городского типа Серебряные Пруды) проживают 37,53 % населения городского округа.

### Национальный состав
По итогам переписи населения 2020 года проживали следующие национальности (национальности менее 0,1 % и другое, см. в сноске к строке «Другие»):
| Национальность | Численность, чел. | Доля     |
| -------------- | ----------------- | -------- |
| Русские        | 20 889            | 88,31 %  |
| Узбеки         | 262               | 1,11 %   |
| Таджики        | 257               | 1,09 %   |
| Армяне         | 153               | 0,65 %   |
| Украинцы       | 127               | 0,54 %   |
| Мордва         | 88                | 0,37 %   |
| Татары         | 48                | 0,20 %   |
| Киргизы        | 46                | 0,19 %   |
| Азербайджанцы  | 37                | 0,16 %   |
| Молдаване      | 35                | 0,15 %   |
| Чуваши         | 28                | 0,12 %   |
| Белорусы       | 24                | 0,10 %   |
| Другие         | 1659              | 7,01 %   |
| Итого          | 23 653            | 100,00 % |

## Населённые пункты
В границах городского округа находятся 82 населённых пункта.
| №  | Населённый пункт    | Тип                     | Население | Муниципальное образование муниципального района до упразднения в 2015 году |
| -- | ------------------- | ----------------------- | --------- | -------------------------------------------------------------------------- |
| 1  | Александровка       | деревня                 | ↗4        | сельское поселение Мочильское                                              |
| 2  | Аннино              | село                    | ↘30       | сельское поселение Мочильское                                              |
| 3  | Барыково            | деревня                 | →54       | сельское поселение Узуновское                                              |
| 4  | Беззубово           | деревня                 | →9        | сельское поселение Узуновское                                              |
| 5  | Беляево             | деревня                 | ↘44       | сельское поселение Узуновское                                              |
| 6  | Благодать           | деревня                 | ↘48       | городское поселение Серебряные Пруды                                       |
| 7  | Бокша               | деревня                 | ↗12       | сельское поселение Узуновское                                              |
| 8  | Большое Орехово     | деревня                 | ↗3        | сельское поселение Узуновское                                              |
| 9  | Большое Рогатово    | деревня                 | ↘47       | сельское поселение Мочильское                                              |
| 10 | Боршово             | деревня                 | ↗52       | сельское поселение Узуновское                                              |
| 11 | Васильевское        | деревня                 | ↗38       | сельское поселение Узуновское                                              |
| 12 | Верхняя Пурловка    | деревня                 | ↗3        | сельское поселение Успенское                                               |
| 13 | Глубокое            | село                    | ↗743      | сельское поселение Узуновское                                              |
| 14 | Дмитриевка          | деревня                 | ↗69       | сельское поселение Успенское                                               |
| 15 | Дмитриевский        | посёлок                 | ↗642      | сельское поселение Успенское                                               |
| 16 | Должиково           | деревня                 | ↘1        | сельское поселение Узуновское                                              |
| 17 | Дудино              | село                    | ↘332      | городское поселение Серебряные Пруды                                       |
| 18 | Елисеевка           | деревня                 | →0        | сельское поселение Успенское                                               |
| 19 | Есипово             | деревня                 | ↘66       | сельское поселение Узуновское                                              |
| 20 | Клёмово             | село                    | ↗177      | сельское поселение Узуновское                                              |
| 21 | Клинское            | село                    | ↘6        | сельское поселение Мочильское                                              |
| 22 | Колеймино           | село                    | ↗104      | сельское поселение Узуновское                                              |
| 23 | Кораблёвка          | деревня                 | ↗12       | сельское поселение Успенское                                               |
| 24 | Кормовое            | село                    | ↗34       | сельское поселение Мочильское                                              |
| 25 | Коровино            | деревня                 | ↗274      | сельское поселение Узуновское                                              |
| 26 | Косяево             | деревня                 | ↘100      | сельское поселение Узуновское                                              |
| 27 | Красновские Выселки | деревня                 | ↘168      | сельское поселение Успенское                                               |
| 28 | Красное             | село                    | ↘5        | городское поселение Серебряные Пруды                                       |
| 29 | Красный Пахарь      | деревня                 | ↗3        | сельское поселение Узуновское                                              |
| 30 | Крутовец            | деревня                 | →6        | сельское поселение Мочильское                                              |
| 31 | Крутое              | село                    | ↗785      | сельское поселение Узуновское                                              |
| 32 | Крытово             | деревня                 | →0        | сельское поселение Узуновское                                              |
| 33 | Кузьминка           | деревня                 | ↘154      | сельское поселение Узуновское                                              |
| 34 | Куньи Выселки       | деревня                 | ↗21       | сельское поселение Мочильское                                              |
| 35 | Курбатово           | деревня                 | ↗11       | сельское поселение Мочильское                                              |
| 36 | Куребино            | село                    | ↗14       | сельское поселение Мочильское                                              |
| 37 | Ламоново            | деревня                 | ↘72       | сельское поселение Мочильское                                              |
| 38 | Ларино              | деревня                 | ↗2        | сельское поселение Узуновское                                              |
| 39 | Ливадия             | деревня                 | ↗12       | сельское поселение Узуновское                                              |
| 40 | Лишняги             | деревня                 | ↘33       | сельское поселение Мочильское                                              |
| 41 | Лошатовка           | деревня                 | ↗15       | сельское поселение Узуновское                                              |
| 42 | Лошатово            | деревня                 | ↗61       | сельское поселение Узуновское                                              |
| 43 | Малое Орехово       | деревня                 | →0        | сельское поселение Узуновское                                              |
| 44 | Малынь              | село                    | ↘2        | сельское поселение Узуновское                                              |
| 45 | Митякино            | деревня                 | ↗108      | сельское поселение Успенское                                               |
| 46 | Мозалово            | деревня                 | ↘13       | сельское поселение Узуновское                                              |
| 47 | Мочилы              | село                    | ↗889      | сельское поселение Мочильское                                              |
| 48 | Мягкое              | село                    | ↘402      | сельское поселение Узуновское                                              |
| 49 | Накаплово           | деревня                 | ↗8        | сельское поселение Узуновское                                              |
| 50 | Невежино            | деревня                 | ↘2        | сельское поселение Узуновское                                              |
| 51 | Нижняя Пурловка     | деревня                 | ↗148      | сельское поселение Успенское                                               |
| 52 | Николаевка          | деревня                 | ↘1        | сельское поселение Мочильское                                              |
| 53 | Николаевка          | село                    | ↗8        | сельское поселение Узуновское                                              |
| 54 | Никольское          | деревня                 | ↗12       | сельское поселение Узуновское                                              |
| 55 | Новоклёмово         | посёлок                 | ↗897      | сельское поселение Узуновское                                              |
| 56 | Новомойгоры         | деревня                 | ↘58       | сельское поселение Узуновское                                              |
| 57 | Новосёлки           | деревня                 | ↗12       | сельское поселение Узуновское                                              |
| 58 | Озерки              | деревня                 | ↗59       | сельское поселение Мочильское                                              |
| 59 | Песочное            | деревня                 | ↘24       | сельское поселение Узуновское                                              |
| 60 | Петрово             | село                    | ↘838      | сельское поселение Узуновское                                              |
| 61 | Петровские Выселки  | деревня                 | ↗12       | сельское поселение Узуновское                                              |
| 62 | Подхожее            | село                    | ↘958      | сельское поселение Мочильское                                              |
| 63 | Растрехаевка        | деревня                 | ↘5        | городское поселение Серебряные Пруды                                       |
| 64 | Савинка             | деревня                 | →0        | сельское поселение Успенское                                               |
| 65 | Свиное              | деревня                 | →0        | сельское поселение Узуновское                                              |
| 66 | Семёнково           | деревня                 | ↗7        | городское поселение Серебряные Пруды                                       |
| 67 | Серебряные Пруды    | посёлок городского типа | ↘8736     | городское поселение Серебряные Пруды                                       |
| 68 | Серково             | деревня                 | ↗116      | сельское поселение Успенское                                               |
| 69 | Скородня            | деревня                 | ↘19       | сельское поселение Узуновское                                              |
| 70 | Старомойгоры        | деревня                 | ↗7        | сельское поселение Узуновское                                              |
| 71 | Степановка          | деревня                 | ↘14       | сельское поселение Узуновское                                              |
| 72 | Столбовка           | деревня                 | ↘3        | сельское поселение Узуновское                                              |
| 73 | Титеево             | деревня                 | ↘1        | сельское поселение Узуновское                                              |
| 74 | Толстые             | деревня                 | ↗6        | сельское поселение Узуновское                                              |
| 75 | Тютьково            | село                    | ↗70       | сельское поселение Узуновское                                              |
| 76 | Узуново             | село                    | ↘3417     | сельское поселение Узуновское                                              |
| 77 | Успенский           | посёлок                 | ↗2635     | сельское поселение Успенское                                               |
| 78 | Филино              | деревня                 | ↗1        | сельское поселение Узуновское                                              |
| 79 | Шеметово            | деревня                 | ↗986      | сельское поселение Мочильское                                              |
| 80 | Яблонево            | деревня                 | ↘9        | сельское поселение Мочильское                                              |
| 81 | Якимовка            | деревня                 | ↗77       | сельское поселение Мочильское                                              |
| 82 | Яковлевское         | деревня                 | ↗48       | сельское поселение Узуновское                                              |

## Общая карта
Легенда карты:
|  | 5000—10000 жителей |
|  | 1000—5000 жителей  |
|  | 500—1000 жителей   |
|  | 200—500 жителей    |
|  | Менее 200 жителей  |

## Транспорт

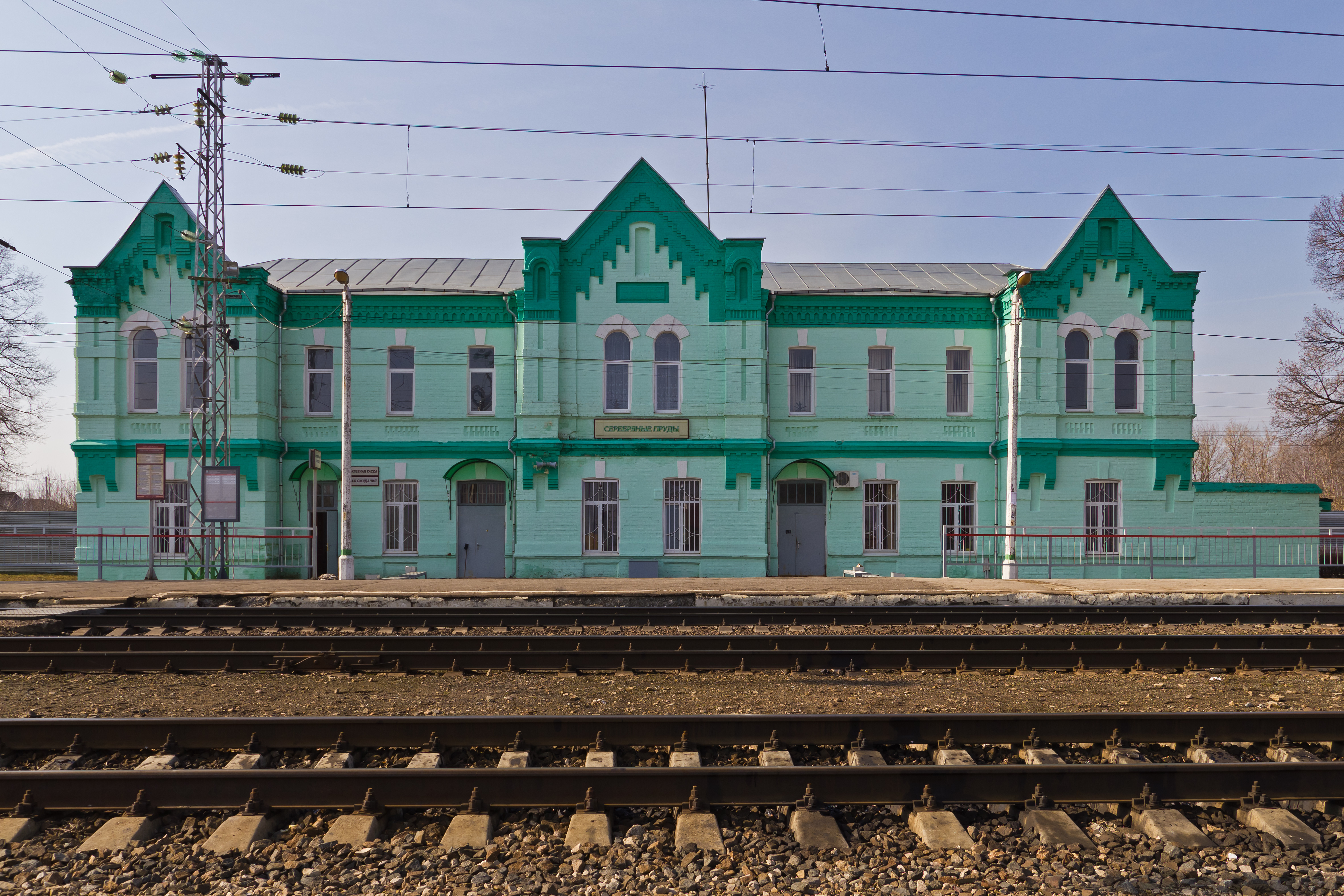
Вокзал ж/д станции Серебряные Пруды

Через округ проходит федеральная автомобильная дорога Р-22 «Каспий» Москва — Астрахань, а также железная дорога Павелецкого направления МЖД с хордовым ответвлением Узуново—Рыбное.

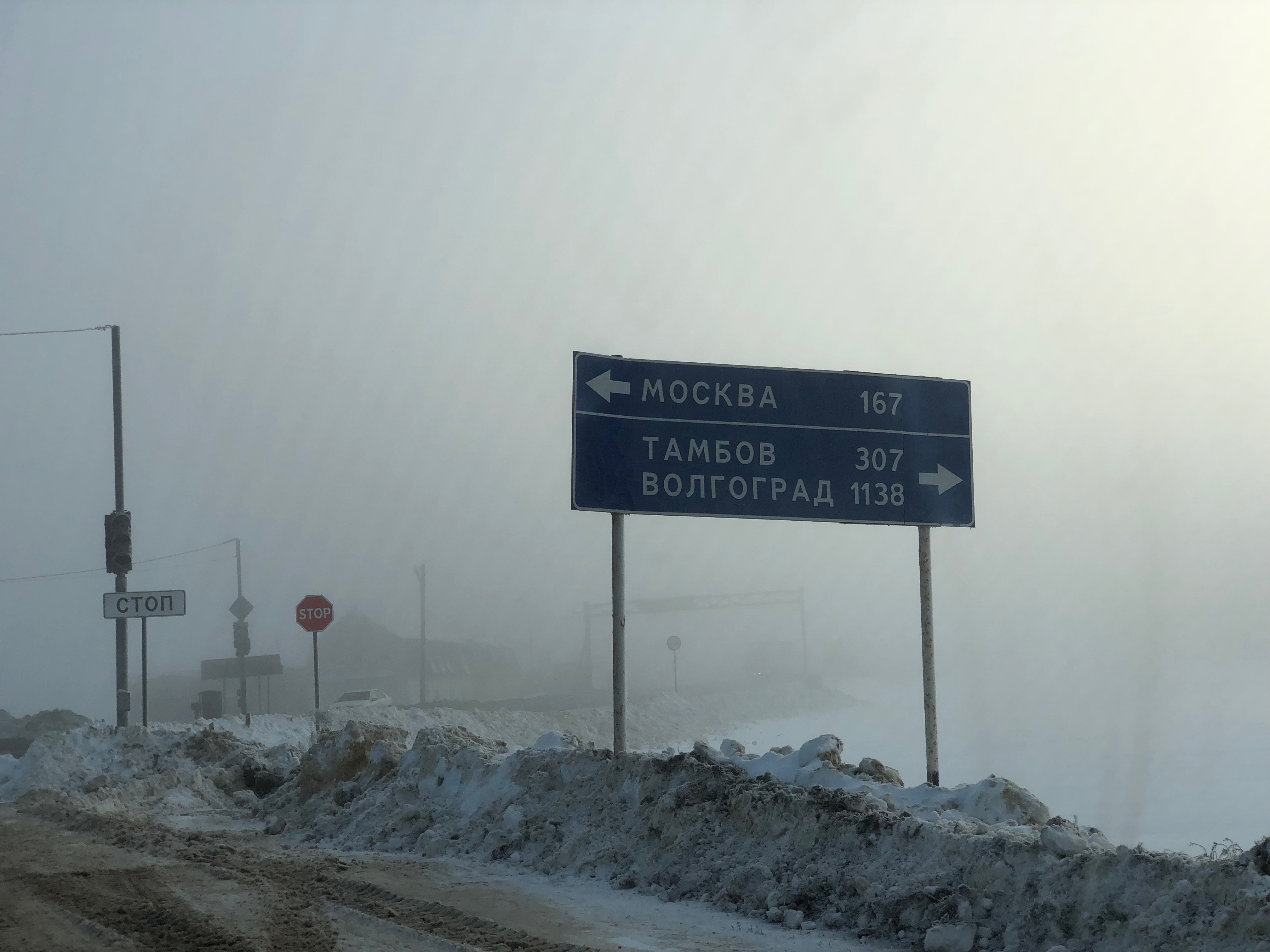
М6 Каспий

На территории округа функционирует современная транспортная система. Внешние связи осуществляются по автомагистрали федерального значения Р-22  «Каспий» и Кашира — Серебряные Пруды — Кимовск.
Основу транспортной инфраструктуры составляют автомобильные дороги общего пользования местного значения 252 км, в том числе с твёрдым покрытием 151 км.
Перевозки в режиме транспорта общего пользования осуществляет районный филиал Каширского ПАТП. Предприятие обслуживает 11 маршрутов. Большой популярностью у населения пользуются рейсы «Серебряные Пруды — Москва», «Серебряные Пруды — Кашира» и «Серебряные Пруды — Зарайск».
Кроме того, развита сеть перевозок пассажиров частными такси.